# Ömer Yurtseven
Ömer Faruk Yurtseven (Istambul, 19 de junho de 1998) é um jogador turco de basquete profissional que atualmente joga no Panathinaikos que disputa a GBL (Grécia) e a EuroLiga.
Ele jogou basquete universitário na Universidade Estadual da Carolina do Norte e na Universidade de Georgetown.

## Juventude e carreira
Ele nasceu em Istambul e jogou basquete na Turquia e pelas seleções de base da Seleção Turca. Yurtseven foi selecionado para a Equipe Ideial do EuroBasket Sub-16 de 2014. Ele também foi convidado para jogar no Jordan Brand Classic International Game.
No dia 20 de março de 2015, ele estreou na EuroLeague, em um jogo contra o Emporio Armani Milano, marcando 2 pontos em 1 minuto de jogo.
No dia 5 de outubro de 2015, ele jogou contra o Brooklyn Nets no Barclays Center e registrou 8 pontos, 7 rebotes e um bloqueio em 15 minutos. Na época, ele se tornou o jogador mais jovem da história a jogar em um jogo de pré- temporada da NBA aos 17 anos.
Durante um torneio Sub-18 na Turquia, Yurtseven registrou um duplo-duplo de 91 pontos, acertando 34 de 49 arremessos, e 28 rebotes em uma vitória por 115–82 sobre o Eylul Basketbol Ihtisas.
Em 15 de fevereiro de 2016, Yurtseven deixou o Fenerbahçe para jogar no basquete universitário, afirmando que precisava de mais tempo de jogo do que estava recebendo.

## Carreira universitária
Em 16 de maio, foi anunciado que Yurtseven iria jogar basquete universitário na Universidade Estadual da Carolina do Norte. No entanto, devido à sua experiência anterior como jogador do Fenerbahçe em alguns jogos profissionais, a NCAA decidiu suspendê-lo pelos primeiros nove jogos da temporada (cerca de 30% do cronograma), além de exigir que ele doasse US $ 1.000 para um caridade de sua escolha em troca de ele ser totalmente elegível. Depois de cumprir sua suspensão, ele voltou as quadras em 15 de dezembro em uma vitória contra Appalachian State University. Em 14 de março de 2017, Yurtseven se testaria no draft da NBA de 2017, deixando em aberto a possibilidade de que ele retornasse a universidade para sua segunda temporada. Depois de fazer um teste para o Combine, seu pai anunciou que ele voltaria para universidade.
Durante sua segunda temporada, ele melhorou sua média de pontos de 5,9 pontos para 13,5 pontos. Isso o levou a ganhar uma vaga na Terceira-Equipe da ACC. Em 21 de março de 2018, Yurtseven anunciou que tentaria ir para o draft de 2018 da NBA. No entanto, mesmo que não se torne profissional, ele confirmou que não retornaria a Carolina do Norte e, em vez disso, solicitaria uma transferência para outra universidade.
Em 16 de abril de 2018, Yurtseven anunciou que seria transferido para Georgetown. Ele se tornou elegível para jogar pela universidade a partir da temporada de 2019-20. Yurtseven teve 20 pontos em sua estreia, uma vitória por 81-68 sobre Mount St. Mary's. Ele teve médias de 15,5 pontos e 9,8 rebotes, mas perdeu sete jogos devido a uma lesão no tornozelo. Em 28 de abril de 2020, ele anunciou que estava entrando no draft da NBA de 2020 e não voltaria para Georgetown.

## Carreira profissional

### Oklahoma City Blue (2021)
Depois de não ter sido selecionado no draft da NBA de 2020, Yurtseven assinou um acordo de 10 dias com o Oklahoma City Thunder em 8 de dezembro de 2020. Ele foi dispensado no dia seguinte.
Em 28 de janeiro de 2021, Yurtseven foi incluído no elenco do Oklahoma City Blue, o afiliado do OKC na NBA G League.

### Miami Heat (2021–Presente)
Em 14 de maio de 2021, Yurtseven assinou um contrato de 2 anos e US$1.5 milhões com o Miami Heat. Em 1º de agosto, ele se juntou ao Heat para a NBA Summer League e cinco dias depois assinou um novo contrato de 2 anos e US$3.2 milhões com o Heat.
Em 26 de dezembro, Yurtseven fez sua primeira partida como titular e registrou 16 pontos e 15 rebotes na vitória por 93-83 sobre o Orlando Magic.

## Carreira na seleção
Yurtseven foi membro das seleções de base da Turquia. Ele jogou no EuroBasket Sub-16 de 2013 e de 2014, onde foi nomeado para a Seleção do Torneio. Ele também jogou no EuroBasket Sub-18 de 2015, onde ganhou uma medalha de prata, e no EuroBasket Sub-20 de 2016, onde ganhou a medalha de bronze e foi nomeado para a Equipe do Torneio. Ele terminou sua carreira com as seleções de base da Turquia no EuroBasket Sub-20 de 2017.

## Estatísticas da carreira

### NBA

#### Temporada regular
| Ano     | Equipe | PJ | PT | MPJ  | AP   | 3P   | LL   | RT  | AS | BR | TO | PPJ |
| ------- | ------ | -- | -- | ---- | ---- | ---- | ---- | --- | -- | -- | -- | --- |
| 2021–22 | Miami  | 56 | 12 | 12.6 | .526 | .091 | .623 | 5.3 | .9 | .3 | .4 | 5.3 |

#### Playoffs
| Ano  | Equipe | PJ | PT | MPJ | AP   | 3P   | LL   | RT | AS | BR | TO | PPJ |
| ---- | ------ | -- | -- | --- | ---- | ---- | ---- | -- | -- | -- | -- | --- |
| 2022 | Miami  | 9  | 0  | 4.2 | .667 | .000 | .333 | .8 | .3 | .0 | .1 | 2.8 |

### Universitário
| Ano      | Equipe     | PJ        | PT        | MPJ       | AP        | 3P        | LL        | RT        | AS        | BR        | TO        | PPJ       |
| -------- | ---------- | --------- | --------- | --------- | --------- | --------- | --------- | --------- | --------- | --------- | --------- | --------- |
| 2016–17  | NC State   | 22        | 14        | 18.9      | .457      | .333      | .719      | 4.4       | 1.2       | .2        | .7        | 5.9       |
| 2017–18  | NC State   | 33        | 22        | 23.8      | .572      | .500      | .613      | 6.7       | .5        | .5        | 1.8       | 13.5      |
| 2018–19  | Georgetown | Não jogou | Não jogou | Não jogou | Não jogou | Não jogou | Não jogou | Não jogou | Não jogou | Não jogou | Não jogou | Não jogou |
| 2019–20  | Georgetown | 26        | 25        | 27.3      | .534      | .214      | .753      | 9.8       | 1.2       | .5        | 1.5       | 15.5      |
| Carreira | Carreira   | 81        | 61        | 23.3      | .521      | .349      | .695      | 6.9       | .9        | .3        | 1.3       | 11.6      |

Fonte:

## Vida pessoal
Yurtseven está interessado em jogar xadrez e nomeou Magnus Carlsen como seu jogador de xadrez favorito.